# 홍콩 지하철 메트로 캠멜 전동차 (교류)
동철선 메트로 캠멜 전동차(영어: East Rail line Metro Cammell EMU, 중국어 정체자: 港鐵中期翻新列車))은 홍콩의 구광철도(현 동철선)에서 운행하는 통근형 전동차로 메트로-캠멜에서 제조하였다. 구광철도 주식회사(KCRC)가 소유하고 있으며, 원래는 구광철도에서 운영하고 있었다. MTRC는 2007년 KCRC와 합병한 후 MTRC에서 운영하고 있다. 일부 MTR 자체 노선에서 운행되는 같은 제조사의 다른 전동차와는, 몇 가지 중요한 차이점이 있다.
29개 편성 모두 2020년부터 운행이 중단되며, 2012년 12월에 긴키 차량제 신형 SP1900 전동차와, 현대로템 전동차로 대체될 예정이다. 37대 9량 편성인 "R-트레인"은 동충선, 정관오선, 군통선 등에서 운행하는 K-Stock과 같은 회사에서 생산된다.
이 열차의 차이점으로는 '3094형, K01형, K03형, K05형 등 다양한 차종번호가 부여되어 있다.
MLR은 회생 제동이 없는 유일한 전기 동력분산식 차량이며, 모터음이 부족하고 제동 중에 공기 제동소리가 있는 것으로 알려져 있다.

## 역사

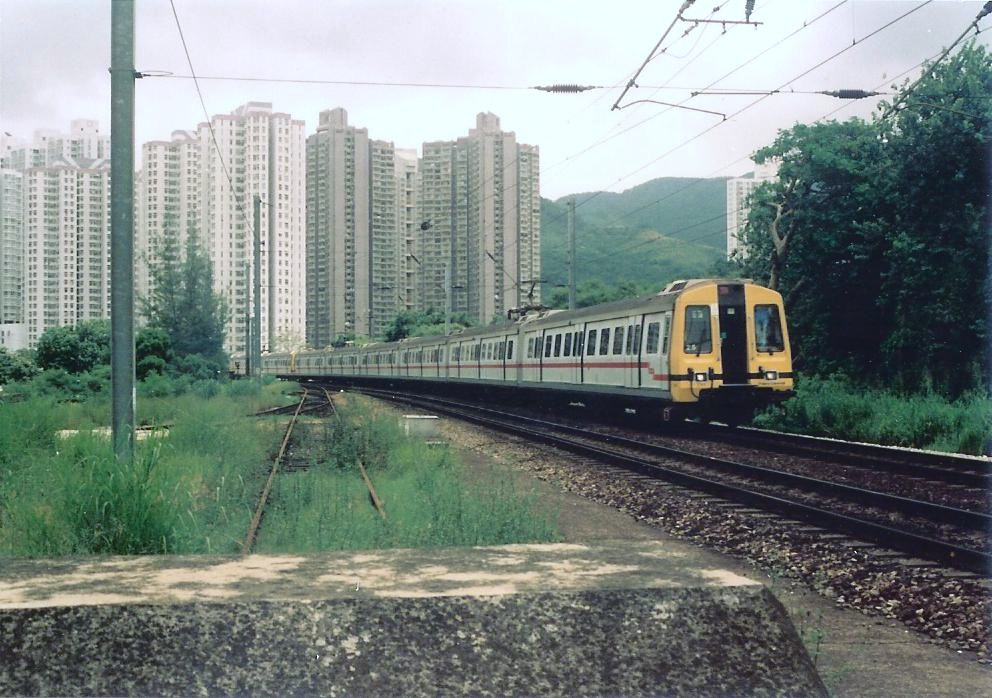
1993년 8월에 찍은 원본 형태의 메트로 캠멜 EMU 열차.

이 열차는 1978년 KCR 영단(현재의 MTR 동철선)의 전철화 과정에서 발주되었다. E1-E45와 E46-E61 편성은 1982년 5월에 훙함과 사틴 사이에 전철화가 되고, 1983년 8월 16일 로우와 다이보허이까지 전철화가 된 1982-1983년에 2개 배치로 KCRC에 인도되었다. KCRC는 또한 1986년(E62-E86편성)과 1990년(E87-E118편성)에 추가 열차 편성을 재주문했다. 이 열차들은 완전 전철화 초기 중문대학역을 통과하는 동안 일시적으로 전력 공급이 끊길 수 있는데, 이는 절연구간에 내부 배터리 부족으로 인한 일이었다.
개조 전 열차의 외관은 열차의 길이를 따라 이어지는 빨간색 줄무늬가 특징이며, 운전실을 감싸는 첫 번째와 마지막 칸의 전면부 디자인은 앞서 언급한 색깔 때문에 일반적으로 "옐로우 캡"이라고 불렸다.
1992년 각 열차의 차량 수를 12량으로 고정하는 규정이 제정되기 전에는 3량에서 12량까지 열차의 길이 면에서 일관성이 없었다.

## 개조
MTR 메트로 캠멜 EMU(Modernization Train)와 마찬가지로 KCR 메트로 캠멜 EMU는 1996년부터 1999년까지 대대적인 개조를 거쳤으며 메트로 캠멜의 후속인 알스톰에서 진행되었다. 이 열차는 12량짜리 고정형 편성으로 개조되었고 파란색과 은색이 섞인 차체와 빨간색 출입문으로 된 새 외관으로 이루어졌다. 또한 원래의 3개(측면당 2개의 문이 있는 1등석 제외) 대신 그들은 또한 원래 3개의 문이 아닌 비상탈출문이 없는 전면을 개조받았고, 차 측면당 5개의 문이 있었다.   내부 개조의 경우 입석 승객을 위한 더 많은 공간을 만들기 위해 크로스 시트를 롱시트로 교체하는 작업이 포함되었다(1등석 차량에는 크로스시트가 유지되었다.) 운전실과 1등석차 사이의 화물칸은 중간 운전실, 화장실, 통로문(1등석 제외)와 함께 제거되었다. 열차에는 다색 LED 안내판을 이용한 다음 역, 안전 지침, 시간 및 온도 등을 표시하는 새로운 승객 정보 시스템도 제공됐다. 또한 창문 위에 22인치 LCD 화면이 설치되어 있으며, 케이블 TV 홍콩에서 제공하는 TV 뉴스(신문직선(新聞直線)으로 불림)를 매일 방송하거나 광고를 지속적으로 내보낸다.
또한 보안장치는 1998년 AWS에서 TBL(ATP로 강화)으로, 2002년 ATC/ATO로 변경되었다.
이 개조는 신제의 신도시 개발로 인해 구광철로 영단 역할의 중요한 변화를 반영했다. 개조 열차는 Mid-Life Refurbishment Train(MLR Train)으로도 알려져 있다.
개조되지 않은 유일한 장치는 E44(144-244-444)이다. E44는 다른 모든 편성이 12량 차량으로 구성된후 남은 유일한 편성이기 때문에 개조되지 않았다.

## 편성
| 동철선 메트로 캠멜 전동차 편성 | 동철선 메트로 캠멜 전동차 편성 | 동철선 메트로 캠멜 전동차 편성 | 동철선 메트로 캠멜 전동차 편성 | 동철선 메트로 캠멜 전동차 편성 | 동철선 메트로 캠멜 전동차 편성 | 동철선 메트로 캠멜 전동차 편성 | 동철선 메트로 캠멜 전동차 편성 | 동철선 메트로 캠멜 전동차 편성 | 동철선 메트로 캠멜 전동차 편성 |
| 객차 유형                      | 운전실                         | 견인 전동기                    | 배터리                         | 팬터그래프                     | 1등석                          | 전장 (mm)                      | 좌석                           | 입석 용량                      | 총계                           |
| ------------------------------ | ------------------------------ | ------------------------------ | ------------------------------ | ------------------------------ | ------------------------------ | ------------------------------ | ------------------------------ | ------------------------------ | ------------------------------ |
| 1xx                            | ✓                              | ✗                              | ✓                              | ✗                              | ✗                              | 23750                          | 42                             | 287                            | 29                             |
| 2xx                            | ✗                              | ✓                              | ✗                              | ✓                              | ✗                              | 23750                          | 52                             | 280                            | 116                            |
| 3xx                            | ✓                              | ✗                              | ✗                              | ✗                              | ✗                              | 23750                          | 47                             | 275                            | 29                             |
| 4xx                            | ✗                              | ✗                              | ✗                              | ✗                              | ✓                              | 23750                          | 72                             | -                              | 29                             |
| 5xx                            | ✗                              | ✗                              | ✗                              | ✗                              | ✗                              | 23750                          | 51/52                          | 280/281                        | 58                             |
| 6xx                            | ✗                              | ✗                              | ✓                              | ✗                              | ✗                              | 23750                          | 51/52                          | 280/281                        | 87                             |

동철선 메트로 캠멜 전동차의 구성은 (남행) 1xx-2xx-5xx-6xx-2xx-5xx-6xx-2xx-4xx-6xx-2xx-3xx/1xx-2xx-5xx-5xx-2xx-6xx-6xx-2xx-4xx-6xx-2xx-3xx (북행)이다.
| 남행 (훙함 방면) | 동철선 차량 조합 | 로우/록마자우 방면) 북행 |
| |                  |                          |
| - （E1）101-201-501-615-215-515+633-233-433-626-226-326（E26） - （E2）102-202-502-616-216-516+642-242-442-675-275-375（E75） - （E3）103-203-503-684-284-584+648-248-448-625-225-325（E25） - （E4）104-204-504-611-211-511+641-241-441-666-266-366（E66） - （E5）105-205-505-614-214-514+647-247-447-659-259-359（E59） - （E6）106-206-506-686-286-586+652-252-452-668-268-368（E68） - （E7）107-207-507-612-212-512+649-249-449-672-272-372（E72） - （E8）108-208-508-617-217-517+634-234-434-669-269-369（E69） - （E9）109-209-509-685-285-585+651-251-451-628-228-328（E28） - （E80）180-280-580-610-210-510+631-231-431-629-229-329（E29） - （E81）181-281-581-591-291-691+630-230-430-621-221-321（E21） - （E82）182-282-582-679-279-579+632-232-432-624-224-324（E24） - （E83）183-283-583-620-220-520+655-255-455-674-274-374（E74） - （E88）188-288-588-587-287-687+637-237-437-662-262-362（E62） - （E90）190-290-590-589-289-689+638-238-438-623-223-323（E23） - （E94）194-294-594-593-293-693+656-256-456-664-264-364（E64） - （E96）196-296-596-595-295-695+657-257-457-677-277-377（E77） - （E98）198-298-598-597-297-697+650-250-450-663-263-363（E63） - （E100）1100-2100-5100-599-299-699+646-246-446-622-222-322（E22） - （E102）1102-2102-5102-5101-2101-6101+635-235-435-660-260-360（E60） - （E104）1104-2104-5104-5103-2103-6103+658-258-458-678-278-378（E78） - （E106）1106-2106-5106-5105-2105-6105+639-239-439-627-227-327（E27） - （E108）1108-2108-5108-5107-2107-6107+636-236-436-665-265-365（E65） - （E110）1110-2110-5110-5109-2109-6109+640-240-440-661-261-361（E61） - （E112）1112-2112-5112-5111-2111-6111+618-218-418-671-271-371（E71） - （E114）1114-2114-5114-5113-2113-6113+619-219-419-667-267-367（E67） - （E116）1116-2116-5116-5115-2115-6115+653-253-453-676-276-376（E76） - （E118）1118-2118-5118-5117-2117-6117+643-243-443-673-273-373（E73） |                  |                          |
| 운행이 중단된 열차: - （E92）192-292-592-613-213-513+654-254-454-670-270-370（E70） |                  |                          |
| 개조되지 않은 열차: - （E44）144-244-444（E44） - （E45）145-245-445（E45） |                  |                          |

비고
- 굵은 숫자: 조용한 차량.
- 점선 밑줄이 처진 숫자: 차량에 대한 설명을 볼 수 있음.
- 취소선이 처진 숫자: 사고/사고후 퇴역한 열차.
- 빨간색 바탕 숫자: 탈선한 적이 있는 차량.
- 주황색 바탕 숫자: 방화되거나 파손된 차량.
- 노란색 바탕 숫자: 1등석 차량.
- 분홍색 바탕 숫자: 개조되지 않음, 시운전용 열차.
- 빨간색 편성 : 2020년 12월 이전에 퇴역예정
- 녹색 편성 : 2021년 6월 이전에 퇴역예정
- 파란색 편성 : 2021년 이후에 퇴역예정

## 사건 및 사고

### 열차 사고
1984년 11월 25일, 동철선 메트로 캠멜 EMU 열차가 성서이역과 로우역 사이에서 탈선했다. 이 사고는 성서이 역까지 열차를 후진시키려던 기관사가 열차가 제한속도를 초과한 상태에서 속도/정지신호를 따르지 못해 발생했다. 열차는 처음 두 대의 차가 서로 쌓여있는 바윗 완충장치와 충돌했다. 손상 정도가 너무 심해서 차량은 다시 운행되지 못했다. 충돌 전에 승객들은 하차했고 운전사는 경미한 부상만 입었다. 그러나, 이 사고로 인해 열차 운행이 하루 종일 중단되었고, 철도 안전에 대한 대중적인 비난이 촉발되었다. 따라서 E45호(233-234-235)는 사고로 손상된 차량을 교체하기 위해 제작되었다.
차량기지 사고에는 유일한 남은 E45호의 233번 객차, E58호의 272번 객차가 포함되었고, E58호의 파손된 272번을 인계받아 90년대 후반에 현재의 458번 객차가 되었다. 그 후, E45호 전 편성이 폐기되었고, 퇴역된 기관차 51호를 위한 공간이 생길 때까지 1:1 노란색 헤드 모델이 포함되었다.
2019년 9월 17일, 훙함역과 웡곡둥역 사이에서 메트로 캠멜 EMU 열차가 탈선했다. 승객 8명이 부상을 입었고 사고는 계속 조사되고 있다.

### 언더프레임 균열
2005년 12월 21일, 동철선 메트로 캠멜 EMU 열차가 운행 중 고장났다. 열차 검사 후 KCRC 직원은 일부 차대 구성 요소에 대한 마운팅 브래킷 용접에 사소한 균열이 있음을 발견했다. KCRC가 의뢰한 검토 패널은 다음 네 가지 측면에서 이 문제를 조사했다.:
- 열차의 가감속 변화율
- 부품의 마운팅 브래킷(mounting brackets) 용접
- 선로와 열차 바퀴
- 완충 장치

2002년 동철선 시스템에 자동 열차 운전 장치(ATO)이 전면 도입된 이후, ATO 주행에 따른 가속과 감속 변화율은 하부 프레임 구성 요소에 압박을 가중시켰다. 근본 원인 조사를 실시하기 위해 2006년 1월 15일 ATO 사용이 중단되어 열차 운행을 다시 열차 기관자의 손에 맡기고 자동 열차 방호 장치의 통제하에 열차 운행의 안전성이 유지되었다. 그 결과 빈도가 감소(시간당 24대에서 23대로)하고 주행시간(90초 증가하여 42.5분)이 증가했다. KCRC는 또한 최근 열차 정비에 대처하기 위해 서철선에서 일부 직원을 임시로 이동시켰다.
홍콩 환경운송공무국은 2005년 동철선 열차의 문제점을 발견했을 때 정부에 즉시 통보하지 않은 것에 대해 KCRC를 비판했다. 사라 랴오(Sarah Liao) 국장은 KCRC에 모든 열차를 점검할 것을 지시했으며, 안전성에 의문이 있을 경우 운행 중단하는 것을 배제하지 않았다고 말했다. 랴오 박사는 회장에게 경영과 전반적인 시스템 등 회사의 운영을 검토하고 보고서를 제출하라고 지시했다. 마이클 톈(Michael Tien) KCRC 회장은 회사가 시기적절하게 대중과 정보를 공유하지 않은 것에 대한 책임을 인정했다.
2006년 1월 21일, 마이클 톈(Michael Tien)은 동철선의 안전 문제가 통제되어 왔으며, 춘절 열차 운행 등 열차 운행이 평상시처럼 진행될 것으로 예상된다고 밝혔다. 조사 결과 ATO 시스템이 균열의 직접적인 원인이 아닌 것으로 확인됨에 따라 2006년 8월 6일 KCRC 동철선 열차가 ATO 운행으로 되돌아갔다.

## 기타 세부 사항

### 보존 사례
홍콩 철도 박물관에 1:1 축척 모델이 전시된 적이 있었는데, 이 모델은 E58 쳔성의 272대 객차요소로 만들어졌다. 이 모델은 51호 기관차를 위한 공간을 마련하기 위해 그 이후로 폐기되었다.

### 폐차 및 잉여 차량
E45호(233-234-235)는 145-245-445로 되어있었다. 사고 이후 남은 객차는 233호 객차뿐이었다. 233호 객차는 E58에서 파손된 272호를 대체하고 공식적으로 272호, 그리고 458호 객차가 되었다. 1984년 사고 당시 234호, 235호 객차가 측면 사고로 난파됐고, 남은 역사적 열차는 E44호(144-244-444)뿐이었다.

## 사진첩

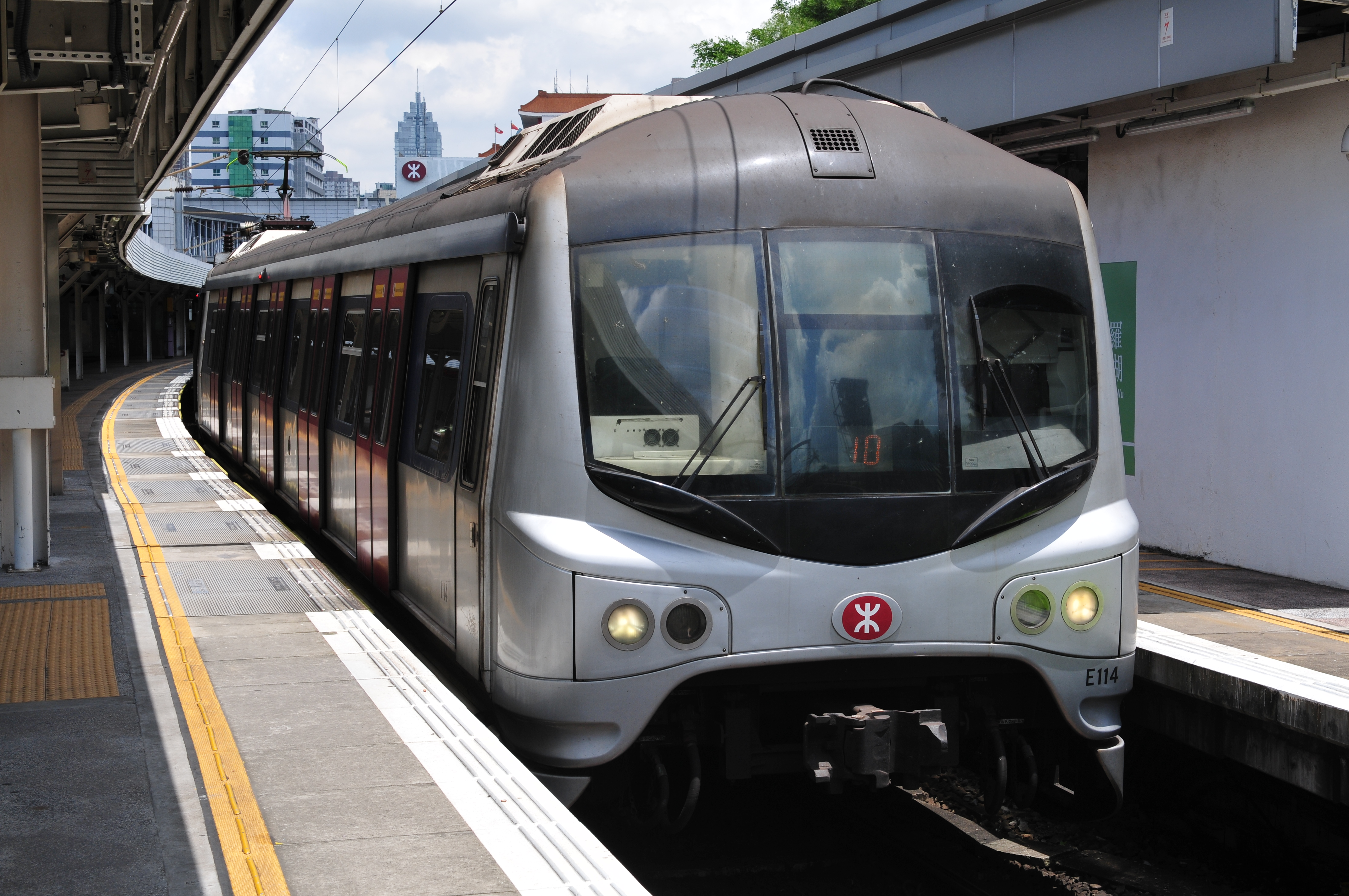
로우 역의 MTR 메트로 캠멜 전동차
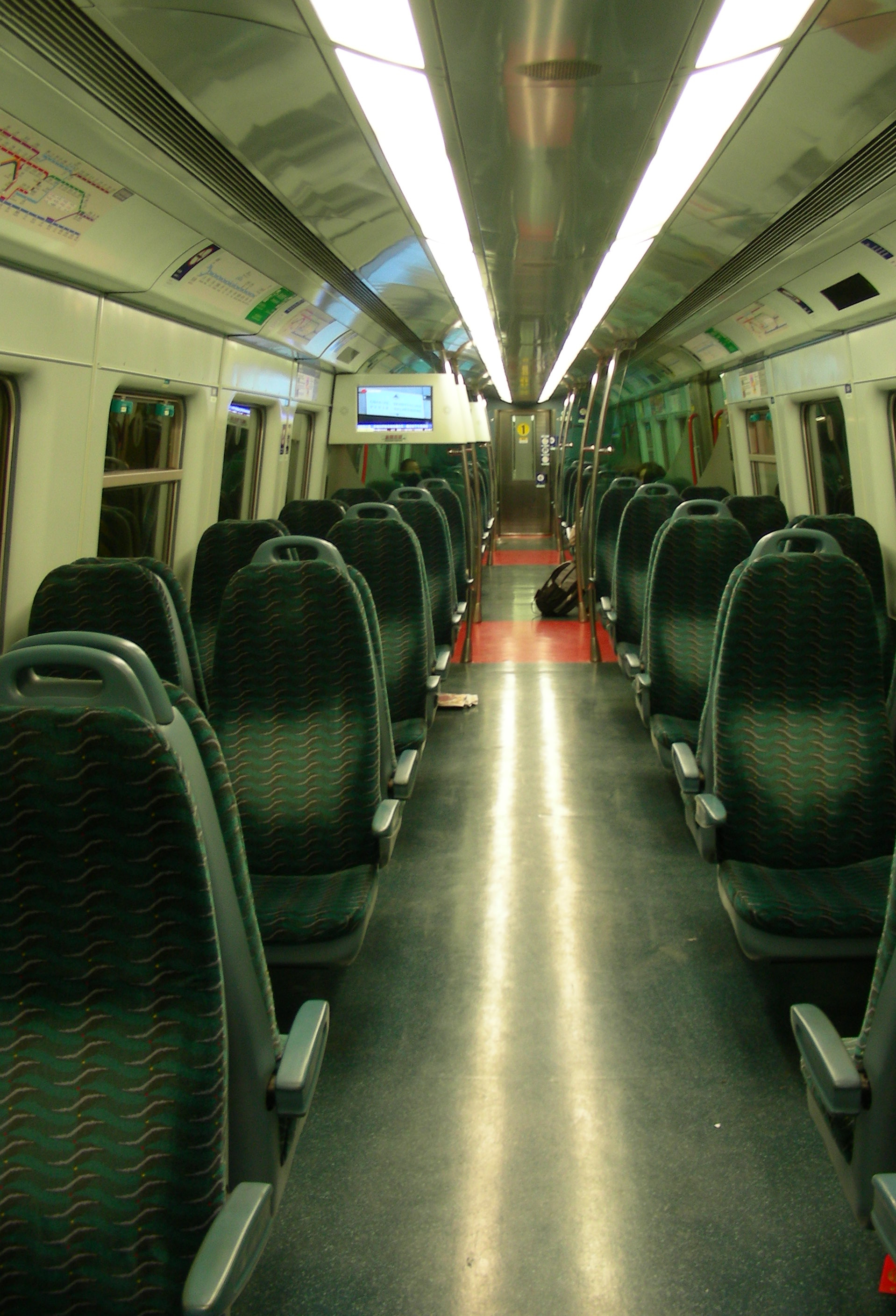
MTR 메트로 캠멜 전동차 일등석
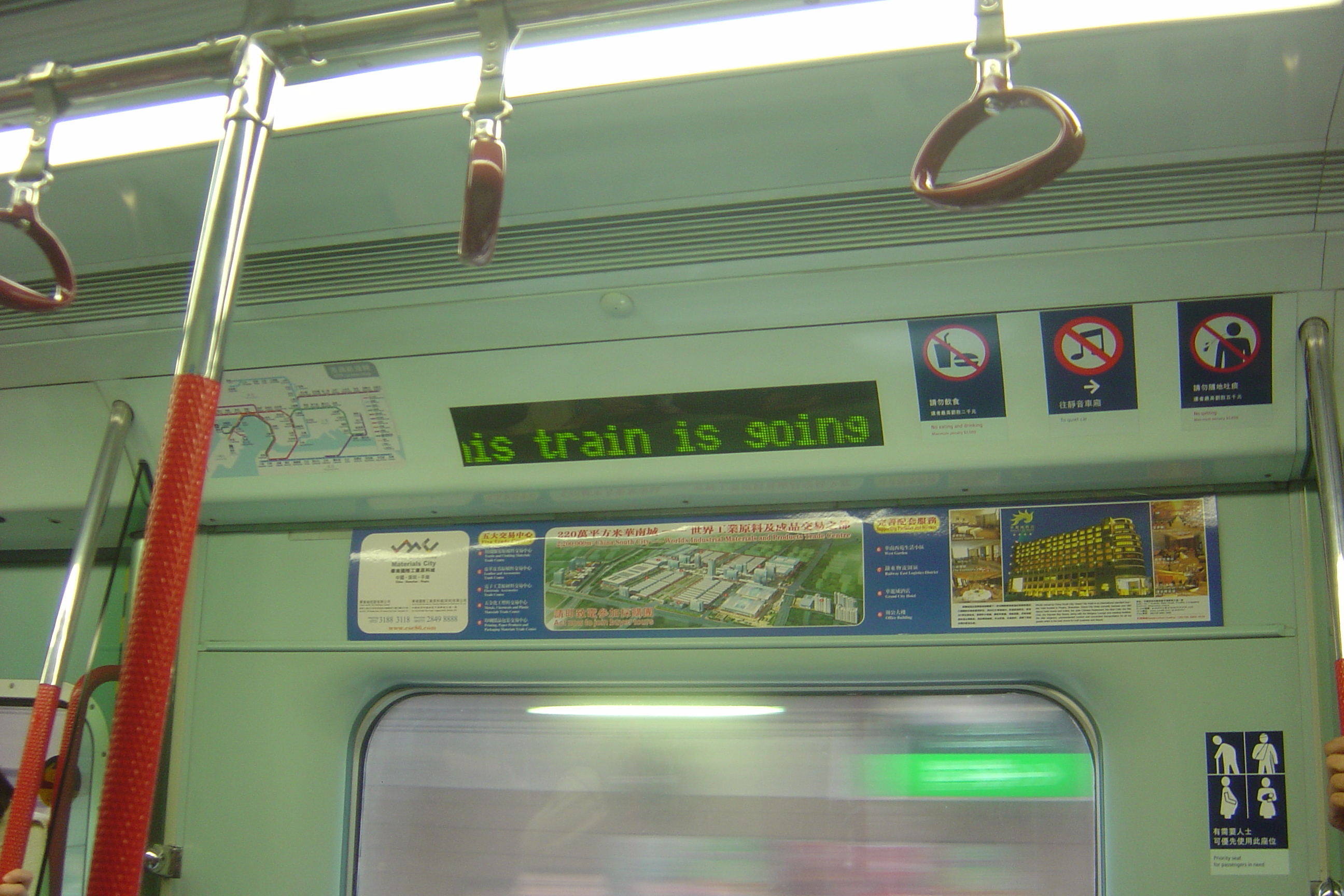
창 위쪽의 LCD 모니터
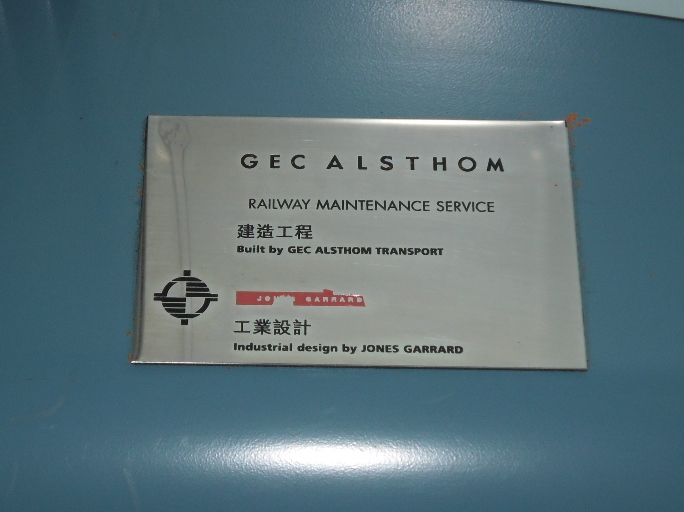
명판
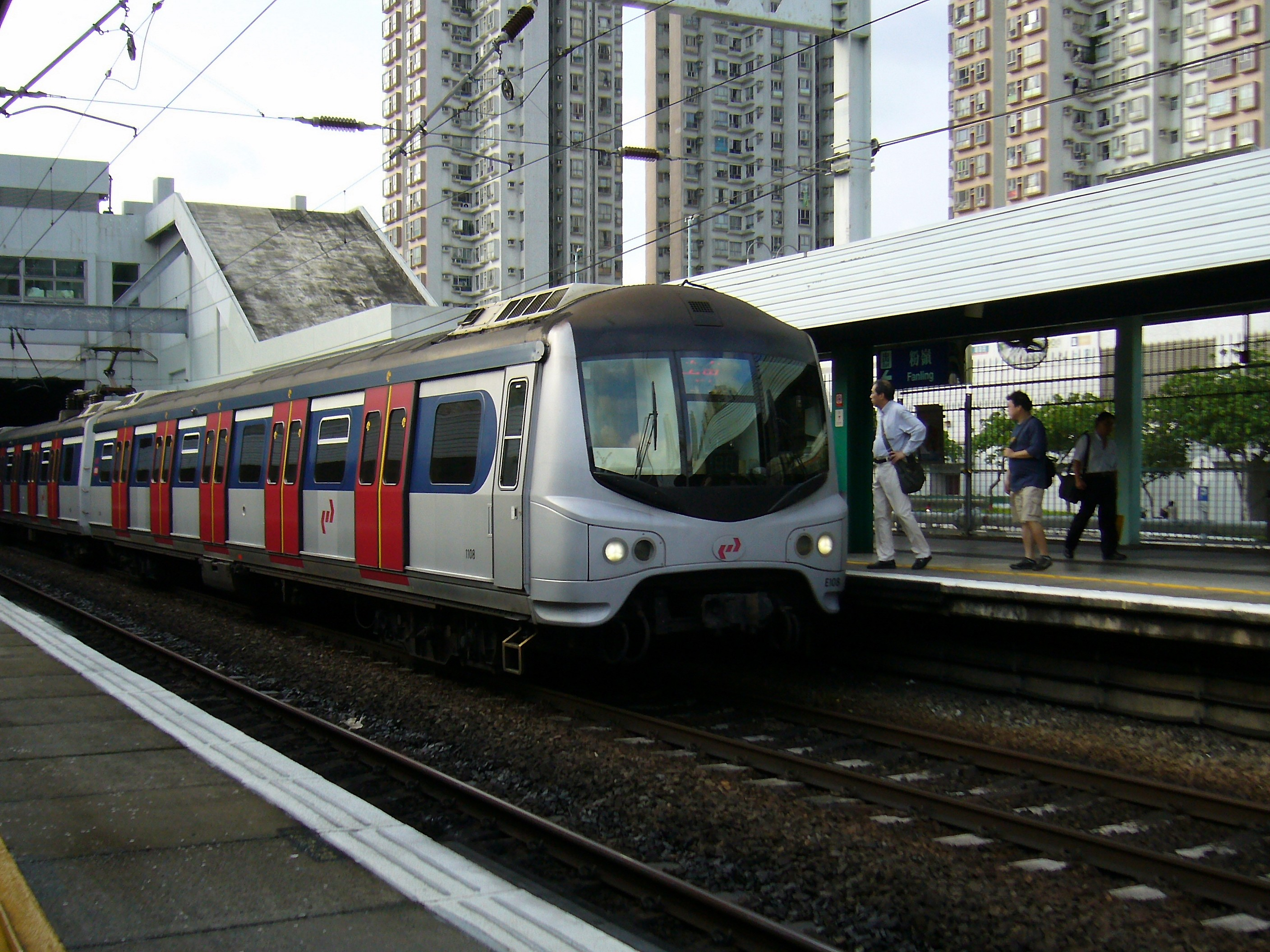
동철선에서 운행하는 KCR 메트로 캠멜 전동차